# Хрисеида
Хрисеида (грч. Χρύσηίς, лат. Chryseis) је кћерка Аполоновог свештеника Хриса из града Хриса у Мизији.
У Грчкој митологији су постојале још две Хрисеиде:
- Хрисеида - Једна од Океанида, кћерка Океана и Теје.
- Хрисеида - Кћерка краља Беотије, удала се за Херакловог сина Онесипиа.

## Митологија
Ахилеј је заробио Хрисеиду, када је освојио мизијски град Тебу, у походу на Троју, а она је, при подели заробњених жена припала заповеднику ахејске војске Агамемнону. После неког времена у табор ахејске војске се појавио Хрисеидин отац Хрис, и веома пријатељски настројен је понудио велики откуп за своју кћерку. Агамемнон је одбио откуп и протерао Хриса увредљивим речима. Вративши се у град, увређен Хрис се обратио богу Аполону са молбама да му помогне, а како је Хрис био свештеник бога Аполона, овај је, љут јер су му свештеника увредили, послао кугу на ахејску војску. 
Када после свега Агамемнон ништа није предузео да умилостиви Аполона, Ахилеј је сазвао војску којој је врач Калхант саопштио да ће Аполон бити умилостивљен само ако Хрисеиду Агамемнон врати оцу Хрису. Агамемнон се љут, бацио на Калханта, али га је Ахилеј спасао. Агамемнон је увредио Ахилеја који је бранио Калханта. 
Агамемнон је, ипак, да би спасо своју војску од куге, вратио Хрисеиду кући, али је као надокнаду за изгубљеном женом од Ахилеја узео његову љубимицу Брисеиду.
Овај сукоб између Ахилеја и Агамемнона је и основа Хомерове „Илијаде“.